# Конкордія (Маґдалена)
Конкордія (ісп. Concordia) — місто та муніципалітет на півночі Колумбії, на території департаменту Маґдалена.

## Історія
Поселення, з якого пізніше виросло місто було засноване в 1784 році. Муніципалітет Конкордія був утворений в 1999 році, будучи відокремленим з частин територій муніципалітетів Серра-Сан-Антоніо і Педраса.

## Географія

Муніципалітет Конкордія

Місто розташоване в західній частині департаменту, на східному березі озера Серро-де-Сан-Антоніо, на відстані приблизно 127 кілометрів на північний захід від Санта-Марти, адміністративного центру департаменту Маґдалена. Абсолютна висота — 18 метрів над рівнем моря.
Муніципалітет Конкордія межує на півночі і заході з муніципалітетом Серро-Сан-Антоніо, на півдні і південно-сході — з муніципалітетом Педраса, на сході— з муніципалітетом Сапаян. Площа муніципалітету складає 111 км².

## Населення
За даними Національного адміністративного департаменту статистики Колумбії, сукупна чисельність населення міста та муніципалітету в 2015 році становила 9388 осіб.
Динаміка чисельності населення муніципалітету за роками:
| 2005   | 2006   | 2007   | 2008 | 2009 | 2010 | 2011 | 2012 | 2013 | 2014 |
| ------ | ------ | ------ | ---- | ---- | ---- | ---- | ---- | ---- | ---- |
| 10 244 | 10 129 | 10 020 | 9917 | 9822 | 9733 | 9651 | 9575 | 9506 | 9443 |

Згідно з даними перепису 2005 року чоловіки становили 53,3 % від населення Конкордії, жінки — відповідно 46,7 %. У расовому відношенні білі і метиси становили 98,5 % від населення міста; негри, мулати і райсальці — 1,5 %.
Рівень грамотності серед всього населення становив 72,7 %.

## Економіка
Основу економіки Конкордії складає сільськогосподарське виробництво.
60 % від загального числа міських і муніципальних підприємств складають підприємства торговельної сфери, 27,2 % — підприємства сфери обслуговування, 12,8 % — промислові підприємства.